# Heracleum guriense
Heracleum guriense (лат.) — вид вымерших травянистых растений рода Борщевик (Heracleum) семейства Зонтичные (Apiaceae), известный по окаменелым плодам из нижнеплейстоценовых отложений.

## Ботаническое описание
Мерикарпий плоский, почти округлый, 4,5 мм в длину и 4,9 мм в ширину. Масляных канальцев шесть. Внутренняя и наружная пара канальцев достигает 3/4 длины мерикарпия, средняя — 1/2. Канальцы первой, внутренней, пары прямые, узкие вначале, книзу слегка расширяющиеся и переходящие в мешковидные утолщения продолговатой формы. Правый каналец слегка длиннее левого. Средняя пара канальцев короче первой, но крупнее.  Наружная пара канальцев длиннее предыдущих.

## Палеоареал
Вид известен из нижнеплейстоценовых отложений (чаудинский горизонт) Гурии.
Произрастал в субальпийских высокотравьях.

## Родство
По строению плодов вид имеет наибольшее сходство с представителями секций Euheracleum и Pubescentia. В первом случае сходство прослеживается в форме и размере мерикарпия, во втором в форме канальцев.